# Eschweilera paniculata
Eschweilera paniculata là một loài thực vật có hoa trong họ Lecythidaceae. Loài này được (O.Berg) Miers mô tả khoa học đầu tiên năm 1874.